# Grégory Menkarska
Pas d'image ? Cliquez ici

a Compétitions nationales et continentales officielles uniquement.

Dernière mise à jour le 24 juin 2019.
Grégory Menkarska, né le 6 octobre 1981 à Meaux (Seine-et-Marne), est un joueur français de rugby à XV. Il a joué au Stade toulousain et au FC Auch et évoluait au poste de pilier droit (1,82 m pour 117 kg).
En juin 2017, il devient entraîneur responsable des avants du Rugby club Auch qu'il réussit à faire monter d'Honneur jusqu'en Fédérale 1.

## Carrière

### En club

#### En tant que joueur
- jusqu'en 2005 : FC Auch
- 2005-2007 : Stade toulousain
- 2007-2013 : FC Auch

#### En tant qu'entraîneur
- Depuis 2017 : RC Auch

| Saison    | Club    | Division   | Poste   | Classement   | Phases finales     |
| --------- | ------- | ---------- | ------- | ------------ | ------------------ |
| 2017-2018 | RC Auch | Honneur    | Manager | 1er de poule | 8e de finale       |
| 2018-2019 | RC Auch | Fédérale 3 | Manager | 1er          | Champion de France |
| 2019-2020 | RC Auch | Fédérale 2 | Manager | 1er de poule | -                  |
| 2020-2021 | RC Auch | Fédérale 1 | Manager | 6e de poule  | -                  |

### En équipe nationale
- Équipe de France A : 2 sélections en 2005 (Irlande et Angleterre A).

En novembre 2005, il est sélectionné avec les Barbarians français pour jouer un match contre l'Australie A à Bordeaux. Les Baa-Baas s'inclinent 42 à 12.

## Palmarès

### En club
Avec le FC Auch
- Championnat de France de Pro D2 :
  - Champion (1) : 2004.

- Bouclier européen :
  - Vainqueur (1) : 2005[3]